# Trichoderma pseudokoningii
Trichoderma pseudokoningii är en svampart som beskrevs av Rifai 1969. Trichoderma pseudokoningii ingår i släktet Trichoderma och familjen Hypocreaceae.   Inga underarter finns listade i Catalogue of Life.